# Höckendorf (Glauchau)
Höckendorf ist ein Stadtteil der Großen Kreisstadt Glauchau im Landkreis Zwickau in Sachsen. Der Ort wurde am 1. Oktober 1929 eingemeindet. Er gehört heute zum Glauchauer Ortsteil Gesau/Höckendorf/Schönbörnchen, welcher zusammen 2325 Einwohner hat. Höckendorf trägt den Gemeindeschlüssel 050.

## Geografie

### Geografische Lage und Verkehr
Höckendorf liegt im Nordwesten der Stadt Glauchau direkt südlich der Bundesautobahn 4. In direkter Nähe befindet sich die Autobahn-Anschlussstelle „Glauchau-West“.

### Nachbarorte
|            | Meerane                                     |            |
| Seiferitz  | Kompassrose, die auf Nachbargemeinden zeigt | Lipprandis |
| Dennheritz | Schönbörnchen                               | Gesau      |

## Geschichte

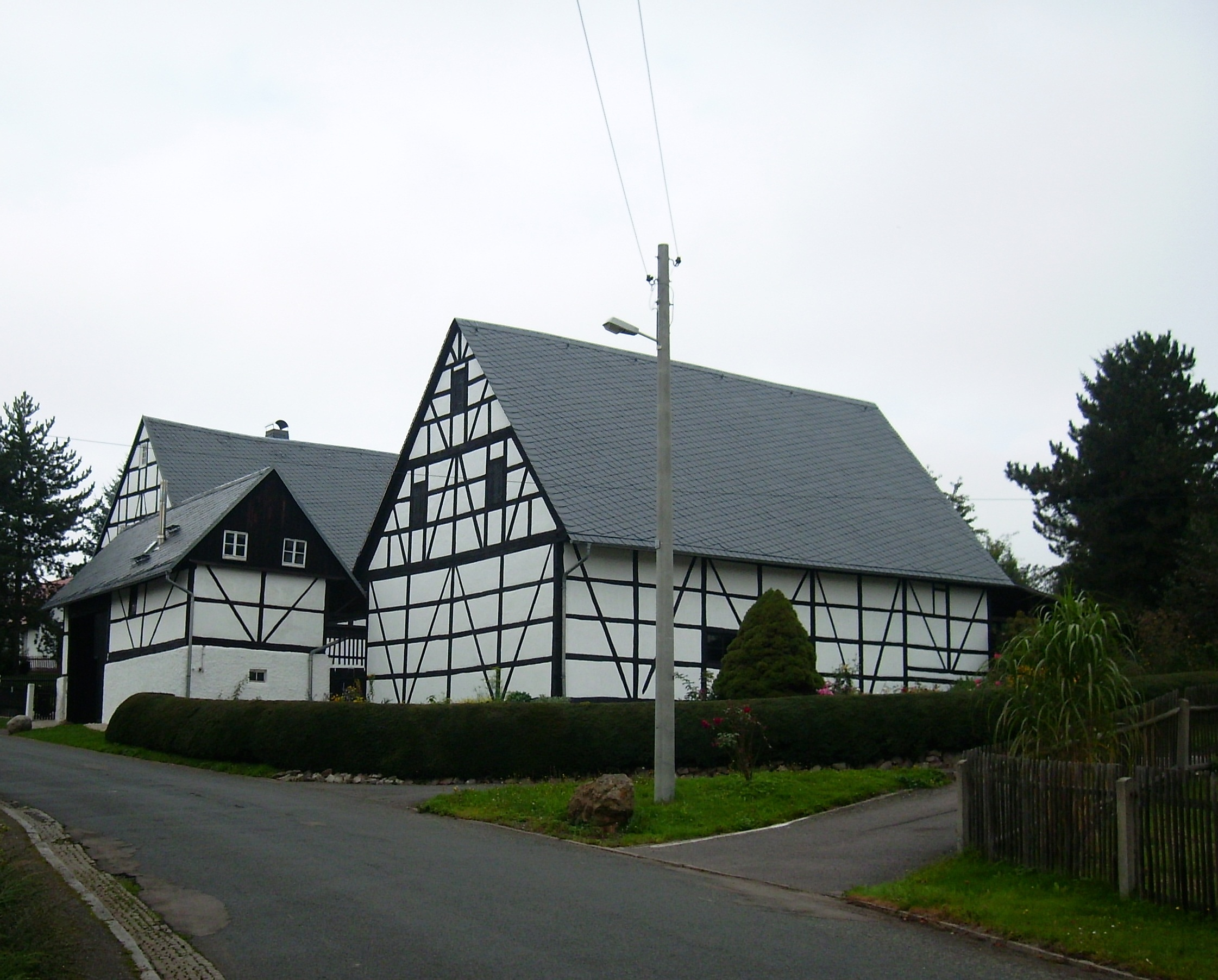
Fachwerkhaus in Höckendorf

Höckendorf wurde im Jahr 1405 als „Heukendorff“ erwähnt. Bezüglich der Grundherrschaft gehörte der Ort bis ins 19. Jahrhundert anteilig zum Rittergut Obermosel und als Amtsdorf direkt zur Herrschaft Glauchau, Amt Hinterglauchau. Nachdem auf dem Gebiet der Rezessherrschaften Schönburg im Jahr 1878 eine Verwaltungsreform durchgeführt wurde, kam Höckendorf im Jahr 1880 zur neu gegründeten sächsischen Amtshauptmannschaft Glauchau.
Höckendorf wurde am 1. Oktober 1929 nach Glauchau eingemeindet. Durch die zweite Kreisreform in der DDR kam Höckendorf als Teil der Stadt Glauchau im Jahr 1952 zum Kreis Glauchau im Bezirk Chemnitz (1953 in Bezirk Karl-Marx-Stadt umbenannt), der im Jahr 1990 als sächsischer Landkreis Glauchau fortgeführt wurde und 1994 im Landkreis Chemnitzer Land bzw. 2008 im Landkreis Zwickau aufging. Höckendorf gehört heute zum Ortsteil Gesau/Höckendorf/Schönbörnchen der Großen Kreisstadt Glauchau.